# Kitami (provincia)
Kitami, scritta formalmente Kitami no Kuni (giapponese: 北見国), corrisponde alle attuali subprefetture di Soya ed Abashiri, tranne il distretto di Abashiri.

## Storia
- 15 agosto 1869: viene istituita la provincia di Kitami con 8 distretti;
- 1872: la provincia ha 1 511 abitanti
- 1882: la provincia si dissolve in Hokkaido

## Distretti
- Sōya (宗谷郡)
- Rishiri (利尻郡)
- Rebun (礼文郡)
- Esashi (枝幸郡)
- Monbetsu (紋別郡)
- Tokoro (常呂郡)
- Abashiri (網走郡)
- Shari (斜里郡)